# Smannell
Smannell – wieś w Anglii, w hrabstwie Hampshire, w dystrykcie Test Valley. Leży 21 km na północ od miasta Winchester i 98 km na zachód od Londynu.